# Cymodema breviceps
Cymodema breviceps är en insektsart som först beskrevs av Carl Stål 1874.  Cymodema breviceps ingår i släktet Cymodema och familjen Cymidae. Inga underarter finns listade i Catalogue of Life.